# Nafessa Williams
Nafessa Williams, född 4 december 1989 i Philadelphia, är en amerikansk skådespelare.
Williams har bland annat medverkat i TV-serierna Black Lightning och Rivals. Hon har även medverkat i filmen Whitney Houston: I Wanna Dance with Somebody.

## Filmografi (i urval)
- 2018–2021 – Black Lightning (TV-serie)
- 2022 – Whitney Houston: I Wanna Dance with Somebody
- 2024 – Rivals (TV-serie)